# Stéphane Plaza
Stéphane Plaza es un animador de radio, de televisión, un agente inmobiliario y un actor francés, nacido el 9 de junio de 1970 a Suresnes, en Hauts-de-Seine.

## Biografía
Stéphane Plaza nació el 9 de junio de 1970 en Suresnes, en Hauts-de-Seine . Cadete de un hermano de dos niños, sus padres se separan cuando él es un niño. Son père, Raymond Plaza, es un ex campeón profesional de ciclismo y su madre Christiane, quien murió en 2016, era florista  .Colgante toute sa jeunesse, passe ses vacances chez ses grands-parents à Ronce-les-Bains, près de Royan.
Se forma como actor de teatro durante siete años al conservatoire de arte dramático de Levallois-Perret después a aquel de Neuilly. Juega entonces en piezas formando parte de una tropa de teatro aficionado.
Fracasa en el bachillerato económico y social, pero obtiene un certificado de aptitud legal. Dudando de convertirse en secretario médico, crupier o intermediario inmobiliario, comenzó en julio de 1987 como negociador inmobiliario en la agencia de un primo donde permaneció catorce años.
En 2005, en un programa de bienes raíces, la productora de televisión francesa Réservoir Prod lo reclutó durante un casting salvaje para hacer un experto en bienes raíces en un nuevo programa de televisión inspirado en el concepto del programa estadounidense.
Stéphane Plaza presenta los programas Search apartment or house (desde 2006), el tema de Home Staging House en venta (desde diciembre de 2007) y The expertos is you (desde septiembre de 2010) transmitidos por el canal M6. 
Es elegido joven talento 2010 en la categoría animador.
En 2010, se unió al grupo inmobiliario ERA-CTI como gerente general, una función que dejó el año siguiente, porque no encontró suficiente tiempo en su horario sobrecargado. 
Durante el verano de 2012, Stéphane Plaza acoge todas las mañanas en RTL el espectáculo Plaza Z con Cécile de Ménibus.
Desde octubre de 2016, el agente inmobiliario interviene regularmente en el espectáculo de Laurent Ruquier, Les Grosses Têtes. 
A partir del 17 de octubre de 2019, presenta, con Julien Courbet, la mejor oferta en M6, que ayuda a los propietarios a vender su propiedad con urgencia.
En noviembre de 2020, cuando la crisis del Covid obligó a rodar pruebas y a disponer de fuertes medidas sanitarias, Stéphane Plaza anunció que dejaba el cargo por tiempo indefinido.
En 2022, M6 recurrió a él para copresentar el programa Mission travaux con Laurent Jacquet, en el que ambos ayudan a las familias a aprender sobre renovación y a terminar sus obras inacabadas.